# Martin Julian Buerger
Martin Julian Buerger (Detroit, Michigan, 8 d'abril de 1903-Lincoln, Massachusetts, 26 de febrer de 1986) va ser un cristal·lògraf nord-americà i professor de Mineralogia en l'Institut de Massachusetts de Tecnologia. Va inventar la càmera de precessió per a experiments de cristal·lografia de rajos X. Va ser autor de una dotzena de llibres i monografies i més de dos-cents articles. Va rebre la medalla Arthur L. Day de la Societat Geològica d'Amèrica l'any 1951.
El mineral buergerita ha rebut el seu nom, i l'Associació Americana de Cristal·lografia va establir el «Premi MJ Buerger» en el seu honor.

## Treballs destacats
- Buerger MJ «The Temperature-Structure-Composition Behavior of Certain Crystals». Proceedings of the National Academy of Sciences of the United States of America, 20, 7, 7-1934, pàg. 444–53. DOI: 10.1073/pnas.20.7.444. PMC: 1076442. PMID: 16577615.
- Buerger MJ «The Kinetic Basis of Crystal Polymorphism». Proceedings of the National Academy of Sciences of the United States of America, 22, 12, 12-1936, pàg. 682–5. DOI: 10.1073/pnas.22.12.682. PMC: 1076843. PMID: 16577751.
- Buerger MJ «The General Rôle of Composition in Polymorphism». Proceedings of the National Academy of Sciences of the United States of America, 22, 12, 12-1936, pàg. 685–9. DOI: 10.1073/pnas.22.12.685. PMC: 1076844. PMID: 16577752.
- Buerger MJ «The Photography of Interatomic Distance Vectors and of Crystal Patterns». Proceedings of the National Academy of Sciences of the United States of America, 25, 7, 7-1939, pàg. 383–8. DOI: 10.1073/pnas.25.7.383. PMC: 1077926. PMID: 16577920.
- Buerger MJ «The Correction of X-Ray Diffraction Intensities for Lorentz and Polarization Factors». Proceedings of the National Academy of Sciences of the United States of America, 26, 11, 11-1940, pàg. 637–42. DOI: 10.1073/pnas.26.11.637. PMC: 1078244. PMID: 16577987.
- Buerger MJ «Optically Reciprocal Gratings and Their Application to Synthesis of Fourier Series». Proceedings of the National Academy of Sciences of the United States of America, 27, 2, 2-1941, pàg. 117–24. DOI: 10.1073/pnas.27.2.117. PMC: 1078286. PMID: 16577998.
- Buerger MJ «A New Fourier Series Technique for Crystal Structure Determination». Proceedings of the National Academy of Sciences of the United States of America, 28, 7, 7-1942, pàg. 281–5. DOI: 10.1073/pnas.28.7.281. PMC: 1078468. PMID: 16578051.
- Buerger MJ, Smith LB, de Bretteville A, Ryer FV «The Lower Hydrates of Soap». Proceedings of the National Academy of Sciences of the United States of America, 28, 12, 12-1942, pàg. 526–9. DOI: 10.1073/pnas.28.12.526. PMC: 1078532. PMID: 16588581.
- Buerger MJ «The Characteristics of Soap Hemihydrate Crystals». Proceedings of the National Academy of Sciences of the United States of America, 28, 12, 12-1942, pàg. 529–35. DOI: 10.1073/pnas.28.12.529. PMC: 1078533. PMID: 16588582.
- Buerger MJ, Smith LB, Ryer FV, Spike JE «The Crystalline Phases of Soap». Proceedings of the National Academy of Sciences of the United States of America, 31, 8, 8-1945, pàg. 226–33. DOI: 10.1073/pnas.31.8.226. PMC: 1078808. PMID: 16588693.
- Buerger MJ «Some Relations Between the F's and F2's of X-Ray Diffraction». Proceedings of the National Academy of Sciences of the United States of America, 34, 6, 6-1948, pàg. 277–85. DOI: 10.1073/pnas.34.6.277. PMC: 1079109. PMID: 16588811.
- Buerger MJ «Crystallographic Symmetry in Reciprocal Space». Proceedings of the National Academy of Sciences of the United States of America, 35, 4, 4-1949, pàg. 198–201. DOI: 10.1073/pnas.35.4.198. PMC: 1062998. PMID: 16588883.
- Buerger MJ «The Crystallographic Symmetries Determinable by X-Ray Diffraction». Proceedings of the National Academy of Sciences of the United States of America, 36, 5, 5-1950, pàg. 324–9. DOI: 10.1073/pnas.36.5.324. PMC: 1063191. PMID: 15417548.
- Buerger MJ «The Photography of Atoms in Crystals». Proceedings of the National Academy of Sciences of the United States of America, 36, 5, 5-1950, pàg. 330–5. DOI: 10.1073/pnas.36.5.330. PMC: 1063192. PMID: 15417549.
- Buerger MJ «Some New Functions of Interest in X-Ray Crystallography». Proceedings of the National Academy of Sciences of the United States of America, 36, 7, 7-1950, pàg. 376–82. DOI: 10.1073/pnas.36.7.376. PMC: 1063208. PMID: 15430317.
- Buerger MJ «Limitation of Electron Density by the Patterson Function». Proceedings of the National Academy of Sciences of the United States of America, 36, 12, 12-1950, pàg. 738–42. DOI: 10.1073/pnas.36.12.738. PMC: 1063280. PMID: 16578351.
- Buerger MJ «Image Theory of Superposed Vector Sets». Proceedings of the National Academy of Sciences of the United States of America, 39, 7, 7-1953, pàg. 669–73. DOI: 10.1073/pnas.39.7.669. PMC: 1063842. PMID: 16589322.
- Buerger MJ «Solution Functions for Solving Superposed Patterson Syntheses». Proceedings of the National Academy of Sciences of the United States of America, 39, 7, 7-1953, pàg. 674–8. DOI: 10.1073/pnas.39.7.674. PMC: 1063843. PMID: 16589323.
- Buerger MJ «An Intersection Function and Its Relations to the Minimum Function of X-Ray Crystallography». Proceedings of the National Academy of Sciences of the United States of America, 39, 7, 7-1953, pàg. 678–80. DOI: 10.1073/pnas.39.7.678. PMC: 1063844. PMID: 16589324.
- Buerger MJ «SOME RELATIONS FOR CRYSTALS WITH SUBSTRUCTURES». Proceedings of the National Academy of Sciences of the United States of America, 40, 2, 2-1954, pàg. 125–8. DOI: 10.1073/pnas.40.2.125. PMC: 527953. PMID: 16589430.
- Buerger MJ, Robinson DW «THE CRYSTAL STRUCTURE AND TWINNING OF Co2S3». Proceedings of the National Academy of Sciences of the United States of America, 41, 4, 4-1955, pàg. 199–203. DOI: 10.1073/pnas.41.4.199. PMC: 528056. PMID: 16589645.
- Buerger MJ «THE ARRANGEMENT OF ATOMS IN CRYSTALS OF THE WOLLASTONITE GROUP OF METASILICATES». Proceedings of the National Academy of Sciences of the United States of America, 42, 3, 3-1956, pàg. 113–6. DOI: 10.1073/pnas.42.3.113. PMC: 528228. PMID: 16589830.
- Buerger MJ «PARTIAL FOURIER SYNTHESES AND THEIR APPLICATION TO THE SOLUTION OF CERTAIN CRYSTAL STRUCTURES». Proceedings of the National Academy of Sciences of the United States of America, 42, 10, 10-1956, pàg. 776–81. DOI: 10.1073/pnas.42.10.776. PMC: 528335. PMID: 16589951.
- Takeuchi Y, Buerger MJ «THE CRYSTAL STRUCTURE OF TERRAMYCIN HYDROCHLORIDE». Proceedings of the National Academy of Sciences of the United States of America, 46, 10, 10-1960, pàg. 1366–70. DOI: 10.1073/pnas.46.10.1366. PMC: 223052. PMID: 16590759.
- Crystal-Structure Analysis, 668pp, Krieger Pub Co, 1979
- Introduction to crystal geometry, 204pp., R. E. Krieger, 1977
- Contemporary crystallography, 364pp., McGraw Hill, 1970
- Elementary crystallography;: An introduction to the fundamental geometrical features of crystals, 528pp., Wiley, 1963
- X-ray crystallography;: An introduction to the investigation of crystals by their diffraction of monochromatic X radiation, 531pp., Chapman & Hall, 1958
- Buerger, M J. The photography of the reciprocal lattice.  Cambridge, Massachusetts: ASXRED, 1944. OCLC 180582947.